# Innocent Emeghara
Innocent Nkasiobi Emeghara, född 27 maj 1989 i Lagos, Nigeria, är en schweizisk fotbollsspelare som spelar för San Jose Earthquakes.

## Spelarkarriär
27 augusti 2013 annoncerade Livorno att klubben lånat Emeghara från Siena för den kommande säsongen. Övergångssumman för lånet skall ha varit på en miljon euro, med en option att köpa loss spelaren för ytterligare 2,5 miljoner.

### Landslag
Emeghara debuterade för Schweiz 4 juni 2011 mot England, när han hoppade in i 90:e minuten.